# Maurizio Esposito
Maurizio Esposito (Milano, 7 gennaio 1957) è un attore e conduttore televisivo italiano.

## Biografia
Nato a Milano per il cinema è stato impiegato, a partire dalla fine degli anni settanta, in alcuni film comici, il primo dei quali è stato Noi lazzaroni per la Rai 1, e L'Italia in pigiama (1977), del regista Guido Guerrasio, una commedia in chiave documentaristica sui costumi sessuali degli italiani. Nel film Pierino il fichissimo (1981, regia di Alessandro Metz), Esposito interpretava il ruolo del protagonista.
Nel 1981 è stato uno dei conduttori insieme a Edy Angelillo di Fresco fresco sempre su Rai 1. In seguito è passato a Rete 4 per presentare insieme a Patricia Pilchard il programma TV Topolino show, col quale ha vinto il premio Onda Tv. Nel 1983 ha condotto l'Econogioco (quiz sull'economia) su Rai 3.
Nel 1984 è passato a Canale 5, dove ha lavorato nella prima serie di Drive In, inoltre è apparso in Attenti a noi due con Raimondo Vianello e Sandra Mondaini e ha preso parte alle trasmissioni per ragazzi Five Time, Domenica con Five e Pomeriggio con Five insieme al collega di teatro Marco Columbro. 
A metà degli anni ottanta, dopo aver girato numerosissimi spot come attore, ha lavorato come aiuto regista di Louis Jent in Svizzera ed Alberto De Maria per la Film 77 a Milano. Ha in seguito curato la regia di moltissimi spot con protagonisti attori o bambini, e negli anni novanta ha diretto una sit-com per Rai 1, Il mondo di Gio. 
Si dedica dagli anni duemila alla realizzazione di video istituzionali per il Gruppo Banca Sella, Mercedes Benz Milano, Gruppo Zehnder, Gruppo Sole 24 ore, Chicco, Lavazza, Gruppo Coesia, Metra, Novartis, Peugeot...
Negli ultimi anni ha ripreso in mano i pennelli e si dedica alla sua vecchia passione, la pittura. 
Nel 1982 conosce Liala Zamara, che poi diventerà sua moglie e da cui, nel 1999, avrà il suo unico figlio Marco Maria.

## Filmografia
- L'Italia in pigiama, regia di Guido Guerrasio (1977)
- Pierino il fichissimo, regia di Alessandro Metz (1981)
- Altre storie, regia di Claudio Cipelletti e Valerio Governi – cortometraggio (1998)
- Toilette, regia di Massimo Cappelli – cortometraggio (1999)
- Il sinfamolle, regia di Massimo Cappelli – cortometraggio (2001)
- Sei come sei, regia di Massimo Cappelli e Luca Lucini (2002)
- Non c'è 2 senza te, regia di Massimo Cappelli (2015)